# 馬爾科·卡爾內塞基
馬爾科·卡爾內塞基（義大利語：Marco Carnesecchi；2000年7月1日—），意大利足球運動員，目前效力於意甲球會亚特兰大，司職守門員。他曾代表意大利國家足球隊各級青年會出賽。

## 俱樂部生涯
出自切塞纳青訓體系的卡爾內塞基2017年夏天加盟亚特兰大。
本賽季租借效力於意乙特拉帕尼，並且成功從主力門將安德烈亞·迪尼手中得到了主力位置，本賽季他已經為球隊出場33次，多次上演精彩撲救，而特拉帕尼在卡爾內塞基擔任主力門將後，成績也有所提升，此前的主力迪尼已經離隊。

## 國家隊生涯
此前入選過主帥羅拔圖·文仙尼的意大利國家足球隊35人集訓名單，並且多次入選意大利U21國家隊。

## 榮譽

### 球會
亞特蘭大
- 歐霸盃冠軍：2023-24

## 外部連結
- Soccerway資料庫：馬爾科·卡爾內塞基